# Darya Kustova
Darya Kustova (Moscou, 29 de Maio de 1986) é uma ex-tenista profissional bielorrussa, seu melhor ranking em simples de N. 117, e de duplas de 66.